# Canino inferiore
Il canino inferiore è il terzo dente dell'arcata dentaria. È l'elemento più lungo dopo l'omologo superiore: misura 27 mm di cui 11 coronali e 16 radicolari. Ha un diametro mesiodistale piuttosto stretto (7 mm), mentre quello vastibolo-linguale è relativamente ampio (7.5 mm) le misure dei diametri al colletto in senso mesiodistale e vestibolo-linguale sono rispettivamente 5.5 mm e 7 mm. 
È un elemento di transizione tra gli incisivi e i premolari, ma a differenza del superiore risulta più slanciato e quindi più simile all'incisivo, con la corona che sembra, nelle diverse facce, prolungare la radice.

## Disposizione e rapporti
Il canino mesialmente prende contatto con la faccia distale dell'incisivo laterale piuttosto in alto, a livello del terzo coronale; viceversa il contatto distale è nel terzo medio, e rivolto al primo premolare inferiore. Con il tempo e con l'usura dei denti questo contatto diventa mesialmente una superficie ellittica piuttosto allungata in senso corono-cervicale, mentre distalmente la superficie di contatto è piuttosto rotondeggiante. 

## Morfologia coronale
Vestibolarmente (quindi frontalmente) la corona è a forma di lancia, allungata verticalmente, le due depressioni longitudinali della corona risultano meno accentuate di quelle del canino superiore, di conseguenza risulta meno accentuata la suddivisione in tre lobi. Nel terzo cervicale, come gli incisivi, si notano le creste cervicali, delle rugosità che ripetono la forma semicircolare del colletto. Mesialmente il contorno coronale è pressoché  allineato a quello radicolare, e il punto di contatto molto alto fa sì che la costa marginale mesiale sia più corta e meno inclinata di quella distale quindi anche in questo caso, al pari del canino superiore, la cuspide risulta spostata mesialmente all'asse centrale dell'elemento. Viceversa il contorno distale risulta più arrotondato.
Lingualmente (la faccia rivolta verso l'interno della cavità orale) presenta gli stessi rilievi del superiore, seppur meno marcati: un cingolo occlusale, congiunto alla cuspide dalla cresta longitudinale meno marcata; le creste marginali sono ben disegnate e molto convesse. Distinguiamo dunque due fosse laterali (una mesiale e una distale) delimitate da un lato dalle creste marginali, dall'altro dalla cresta orale.
Distalmente e mesialmente presenta un contorno vestibolare decisamente convesso, con una bombatura cervicale poco marcato sulla corona, lingualmente osserviamo un cingolo piuttosto eviddente, da questi aspetti infine si nota lo spostamento linguale della cuspide.
Occlusalmente la superficie è ben distinta dalle coste cuspidali in una porzione vestibolare e una palatale. Il contorno mesiale è piuttosto convesso, mentre distalmente sono presenti concavità sia vestibolari sia palatali, seppure meno marcate rispetto all'omologo superiore, così come avviene per gli incisivi superiori e inferiori. La sommità della cuspide è spostata verso il lato mesiale.

## Morfologia radicolare
Il canino è monoradicolato: il tronco radicolare è piuttosto largo per i 2/3 cervicali, poi si assottiglia dolcemente fino all'apice, che risulta allineato all'asse maggiore radicolare nel 60% dei casi, oppure lievemente piegato in senso distale o, più raramente, linguale. Anche in questo caso, sia la faccia mesiale sia quella distale della radice è attraversata da un'area depressiva longitudinale. La funzione anatomica di queste depressioni è quella di conferire all'elemento dentale maggiore stabilità all'interno della cavità alveolare impedendo anche che il dente ruoti su sé stesso.
La radice è attraversata da un unico canale radicolare nel 94% dei casi, oppure da due canali distinti. Nel 10% dei casi dal canale principale si dipartono canali laterali o ramificazioni apicali.
Nel dente giovane la polpa è molto ampia, specialmente in senso mesio-distale. Col passare del tempo, la apposizione di dentina terziaria riduce la cavità pulpare tendendo ad arrotondarne la sezione.

## Odontogenesi
La calcificazione della corona comincia verso i 4-5 mesi e viene completata verso i 6-7 anni. Il dente erompe verso i 10 anni, sostituendo il deciduo, e la rizogenesi è completata tra i 12 e i 14 anni.
Il deciduo erompe tra i 16 e i 20 mesi.